# Янг, Дэвид, барон Янг из Граффхэма
Дэвид Янг, барон Янг из Граффхэма (англ. David Young, Baron Young of Graffham, 27 февраля 1932, Финчли, Большой Лондон — 8 декабря 2022) — британский политик, государственный секретарь по вопросам занятости (1985—1987), государственный секретарь по торговле и промышленности (1987—1989), член Палаты лордов (с 1984 года).

## Биография
Дэвид Янг родился в ортодоксальной еврейской семье в Лондоне. Его отец был уроженцем Юревичей, деревни недалеко от Минска (ныне находится в Белоруссии), в то время была в основном населена литовскими евреями, к которым принадлежала семья Янга. Они бежали от еврейского погрома в Англию, когда отцу Дэвида было 5 лет.
В Англию отец Янга импортировал муку, а позже организовал пошив детских пальто. Янг поступил в Крайст-колледж в Финчли, а затем изучал право в Университетском колледже Лондона, учился на вечернем отделении, а днём работал клерком. Его целью было стать солиситором, чего и он достиг в 1955 году.
Получив квалификацию юриста, Янг практиковал всего год, после чего перешёл на должность исполнительного директора в Great Universal Stores (GUS), часть времени работая также помощником председателя сэра Исаака Вольфсона.
В 1961 году он покинул GUS и открыл свою первую деловую компанию Eldonwall Ltd при финансировании Gestetner Family Settlements. В 1960-е годы он создал группу компаний в области промышленной собственности, строительства и аренды оборудования, которые в июне 1970 года были проданы компании Town & City Properties PLC (T&CP), причём Янг вошёл в совет директоров.
После краха собственности в 1973—1974 годах Янг помог Джеффри Стерлингу реорганизовать его компанию в T&CP, которая позже стала P&O.
В 1975 году Янг покинул совет директоров и создал совместное предприятие с Manufacturers Hanover и стал руководителем компании Manufacturers Hanover Property Services, занимающейся кредитованием недвижимости в Соединённом Королевстве и за рубежом. У него также был ряд других коммерческих проектов. В 1980 году он продал все свои предприятия и поступил в Министерство промышленности. Его младший брат Стюарт был председателем BBC.
Янг стал участником волонтерских организаций в качестве председателя благотворительной организации британского ОРТ по профессиональному обучению; в 1979 году, вскоре после всеобщих выборов, которые привели к власти Маргарет Тэтчер, он стал директором CPS. В первый день работы нового правительства Кейт Джозеф, министр промышленности, назначил его своим советником, ответственным за приватизацию.
Из-за того, что Янг участвовал в профессиональном обучении через ОРТ, в 1981 году он был выбран Норманом Теббитом (государственным секретарём по вопросам занятости) на пост председателя Комиссии по кадровой службе — государственного агентства, занимающегося вопросами безработицы и обучения. Таким образом, он стал участвовать в принятии решений правительства, министры кабинета, которые с ним имели дело, очень положительно относились к нему; он сделал свою позицию по экономической политике «сухой» (т. е. был сторонником Тэтчер).
10 октября 1984 года Янг был назначен пожизненным пэром, приняв титул барона Янга из Граффхэма в графстве Западный Сассекс. Месяц спустя, 11 сентября, было объявлено, что Янг должен войти в кабинет в качестве министра без портфеля (впервые за двадцать лет), чтобы консультировать правительство по вопросам безработицы. Как министр без портфеля он был назначен в Тайный совет. 2 сентября 1985 года он стал государственным секретарём по вопросам занятости.
Тэтчер считала Янга лично лояльным к ней и в марте 1987 года решила назначить его на ответственную роль в планировании избирательной кампании 1987 года, по сути, чтобы следить за Норманом Теббитом, который, как она подозревала, был больше заинтересован в продвижении своих претензий на лидерство. Янг отвечал за организацию предвыборных туров и выступлений Тэтчер на телевидении. За неделю до дня голосования, 4 июня 1987 года, у Янга и Теббита возникли серьёзные разногласия по поводу стратегии кампании, день, получивший прозвище «Шаткий четверг». Согласно The Independent, Янг схватил Теббита за лацканы и сказал: «Норман, послушай меня, мы вот-вот проиграем эти грёбанные выборы».
После выборов Теббит объявил о своём уходе из правительства, а Янг был назначен министром торговли и промышленности. Он проработал в этой должности два года и приватизировал последнюю государственную собственность в своей отрасли. В мае 1989 года он сказал премьер-министру, что хотел бы вернуться к частной жизни, и ушёл из правительства, но получил назначение заместителем председателя Консервативной партии, чтобы помочь Кеннету Бейкеру наладить административную работу.
Со своего министерского поста Янг ушёл после отставки Тэтчер. Он возглавил Salomon Inc. и занял пост исполнительного директора Cable & Wireless. С 1993 года он был президентом Института директоров, а с 1995 года — председателем Совета Университетского колледжа в Лондоне. Он был первым президентом Jewish Care (1990—1997).
Янг покинул Cable & Wireless в 1995 году, а в 1996 году вместе с партнерами Саймоном Альбергой и Йоавом Курцбардом основал свою собственную компанию Young Associates Ltd, которая активно инвестирует в технологические компании. Помимо Young Associates у него был ряд деловых интересов. Он был председателем и держателем контрольного пакета акций Camcon Federation of company, базирующейся в Кембридже федерации компаний с инновационными технологиями в нефтегазовой, автомобильной и медицинской областях. Он был держателем контрольного пакета акций и входил в совет директоров TSSI Systems Ltd, давно зарекомендовавшей себя компании в области технологий безопасности, и в обеих этих компаниях он работал с Дэнни Чапчалом. Он был крупным акционером и председателем правления Deep Tek Ltd, компании, разработавшей технологию проведения операций в глубоководных и сверхглубоких водах в нефтегазовом секторе и в научных целях. Он был крупным акционером и председателем правления KashFlow Software Ltd, ведущего поставщика услуг онлайн-бухгалтерии для малого и среднего бизнеса.
В 1996 году Янг участвовал в приватизации порта Росток в Германии. После нескольких лет спада в работе порта городской совет Ростока согласился продать порт компании Kent Investments Ltd., контролируемой Янгом в партнёрстве с двумя израильскими бизнесменами, Менахемом Ацмоном и Эзрой Харелем. Позже выяснилось, что Янг был всего лишь прикрытием для израильских инвесторов. Эти двое позже находились под следствием Управления по ценным бумагам Израиля по подозрению в мошенничестве и злоупотреблении доверием. Они приобрели порт, получив ссуду от контролируемой ими государственной компании Rogosin Industries, которая привлекла деньги путем выпуска облигаций. Затем Rogosin Industries получила опцион на покупку 25 % порта в обмен на списание кредита. Rogosin Industries в конечном итоге воспользовалась этим опционом, в результате чего Harel и Atzmon стали владеть 75 % порта на средства фонда Рогозина. Дело было расследовано после того, как Rogosin Industries объявила дефолт по своим облигациям, поскольку у неё закончились наличные деньги для выплаты держателям облигаций. Позже компания была ликвидирована.
В июне 2010 года премьер-министр Дэвид Кэмерон выбрал Янга для консультирования по законодательству в области здравоохранения и безопасности:
«Расследовать и доложить премьер-министру о росте культуры компенсации за последнее десятилетие в сочетании с текущим низким статусом, которым сейчас пользуется законодательство в области здравоохранения и безопасности, и предложить решения. После согласования отчёта работать с соответствующими департаментами правительства для реализации предложений».
В июле Янг вышел из кабинета министров. В ноябре 2010 года он был вынужден извиниться за то, что сказал The Daily Telegraph, что «для подавляющего большинства людей в стране сегодня никогда не было так хорошо, так как этот спад — этот так называемый спад — начался …» Он вышел в отставку, но впоследствии был назначен на должность повторно.
В октябре 2010 года он опубликовал обзор «Здравый смысл и здравая безопасность», в котором он заявил, что предприятия теперь проводят свою политику в области здравоохранения и безопасности в атмосфере страха, потому что разумные правила охраны здоровья и безопасности в опасных профессиях, применялись ко всем профессиям, а чрезмерный «энтузиазм, с которым зачастую неквалифицированные консультанты по охране труда и технике безопасности пытались устранить все риски, а не применять тест в Законе на „разумно осуществимое“». Янг сказал, что часть ответственности лежит на Рамочной директиве ЕС 1989 года, которая сделала оценку риска обязательной для всех профессий, независимо от того, опасны они или нет. Через несколько дней после публикации этого обзора поток сообщений о здоровье и безопасности в прессе утих.
В октябре 2010 года он был назначен советником Кэмерона по вопросам предпринимательства, и ему было предложено провести «жестокий» анализ отношений правительства с малым бизнесом. Это привело к отчёту в трёх частях премьер-министру о предприятиях и малом бизнесе.
В мае 2012 года он опубликовал свой отчёт «Сделайте бизнес своим бизнесом», который стал первым всеобъемлющим отчётом о малых и средних предприятиях (МСП) после доклада Болтона 1971 года.
В этом отчёте подчеркивалось количество новых предприятий, что свидетельствует о растущей культуре предпринимательства и предпринимательства в Великобритании. В отчёте представлена новая государственная программа Start Up Loans, выдающая кредиты и выступающая наставником для начала бизнеса. По состоянию на июнь 2016 года компания Start Up Loans предоставила кредиты на сумму более 129 миллионов фунтов стерлингов 25 000 человек.
В июне 2013 года Янг представил отчёт под названием «Развитие вашего бизнеса», в котором рассматривалось, как новые и развивающиеся малые компании могут расти и выходить на новые рынки. После этого правительство провело реформы государственных закупок с целью облегчить мелким поставщикам получение контрактов в государственном секторе; были приняты новая «Хартия малого бизнеса», направленная на расширение охвата университетских бизнес-школ их местными сообществами малого бизнеса, покровителем которого он оставался; и «Программа ваучеров роста», помогающая компаниям "находить и оплачивать профессиональные стратегические консультации.
В июне 2014 года Янг проанализировал актуальность предпринимательства в образовании в своем отчёте «Предприятие для всех». В декабре 2014 года правительство приняло рекомендации Янга, сформулированные в этом отчёте : введение консультантов по предпринимательской деятельности, предназначенных в качестве специального ресурса для директоров школ, чтобы помочь им в выборе подходящей карьеры и предложений по бизнесу для своих студентов, а также «паспорта предприятия», с помощью которых молодые люди будут регистрировать свои предпринимательские и другие мероприятия наряду со своей академической квалификацией для будущих работодателей. Янг был также участником многих благотворительных мероприятий.
Янг стал членом Ордена Почётных кавалеров в новогодних наградах 2015 г.
Был женат на Лите (урождённой Шоу), у них было две дочери, Карен и Джудит. Умер 9 декабря 2022 года в возрасте 90 лет.